# Số 22 Gia Long

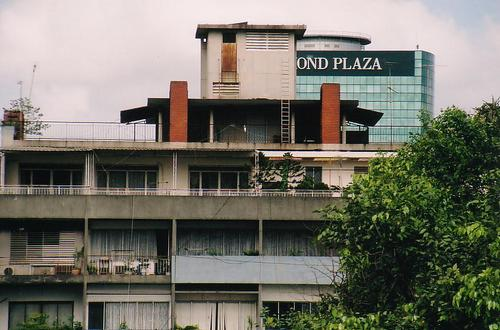
Tầng thượng của tòa nhà số 22 Lý Tự Trọng vào năm 2002

Số 22 Gia Long là địa chỉ của một tòa nhà tại Sài Gòn, hiện tại là tòa nhà số 22 Lý Tự Trọng (Thành phố Hồ Chí Minh), là bối cảnh của một bức ảnh nổi tiếng cho sự kiện Sài Gòn sụp đổ khi diễn ra Chiến dịch Gió lốc nhằm di tản người Mỹ và các cộng sự người Việt khỏi Việt Nam vào năm 1975. Một nhiếp ảnh gia người Hà Lan, Hubert van Es, làm việc cho hãng thông tấn UPI đã chụp được bức ảnh này trong những thời khắc hỗn loạn cuối cùng trong Chiến tranh Việt Nam, được nhiều người tin rằng thể hiện sự tuyệt vọng của người Mỹ khi tràn ngập trên nóc nhà của Đại sứ quán Hoa Kỳ để lên máy bay trực thăng. Tòa nhà, trên thực tế là khu chung cư dành cho các nhân viên của Cơ quan Phát triển Quốc tế Hoa Kỳ (USAID), với tầng trên cùng được dành cho Phó giám đốc Phân cục Cục Tình báo Trung ương.
Bức ảnh miêu tả một máy bay trực thăng Huey của hãng Air America đang hạ cánh trên nóc khoang thang máy để sơ tán các nhân viên của chính phủ Hoa Kỳ trước khi các đơn vị của Quân đội Nhân dân Việt Nam quân tiến vào Sài Gòn. Ngày nay, các du khách có thể tham quan tầng mái của tòa nhà (với địa chỉ mới là 22 Lý Tự Trọng) bằng cách đi thang máy lên tầng 9.